# Suzuki-Methode
Die nach ihrem Begründer, dem japanischen Violinenpädagogen Shinichi Suzuki benannte Suzuki-Methode ist ein weltanschaulich und musikpädagogisch ausgerichtetes Unterrichtskonzept, das Kindern so früh wie möglich den Einstieg in den Instrumentalunterricht zur Förderung und Formung der allgemeinen Persönlichkeitsentwicklung ermöglichen soll. Die von ihrem Begründer ursprünglich japanisch 才能教育 Sainō Kyōiku, deutsch ‚Talent-Erziehung‘ benannte Methode beruht einerseits auf der von Suzuki als „Muttersprachenmethode“ bezeichneten Annahme, dass das Erlernen eines Musikinstruments im Kindesalter analog zum Spracherwerb ohne Notenlesen und allein durch Auswendiglernen mit Hilfe von Hören, Beobachten und Nachahmen erfolgen kann, andererseits auf seiner weltanschaulichen Vorstellung von einer zweckdienlichen musikalischen Erziehung zur Heranbildung eines bedingungslos seiner Gesellschaft dienenden und erst dadurch „guten Menschen“. Neben überzeugten Befürwortern gibt es unter Musikpädagogen auch Vorbehalte gegenüber der Methode, die sowohl die Inhalte und deren Vermittlung betreffen, als auch das dahinter vermutete – je nach Sichtweise – philosophische beziehungsweise ideologische Weltbild ihres Schöpfers und seiner Anhängerschaft.

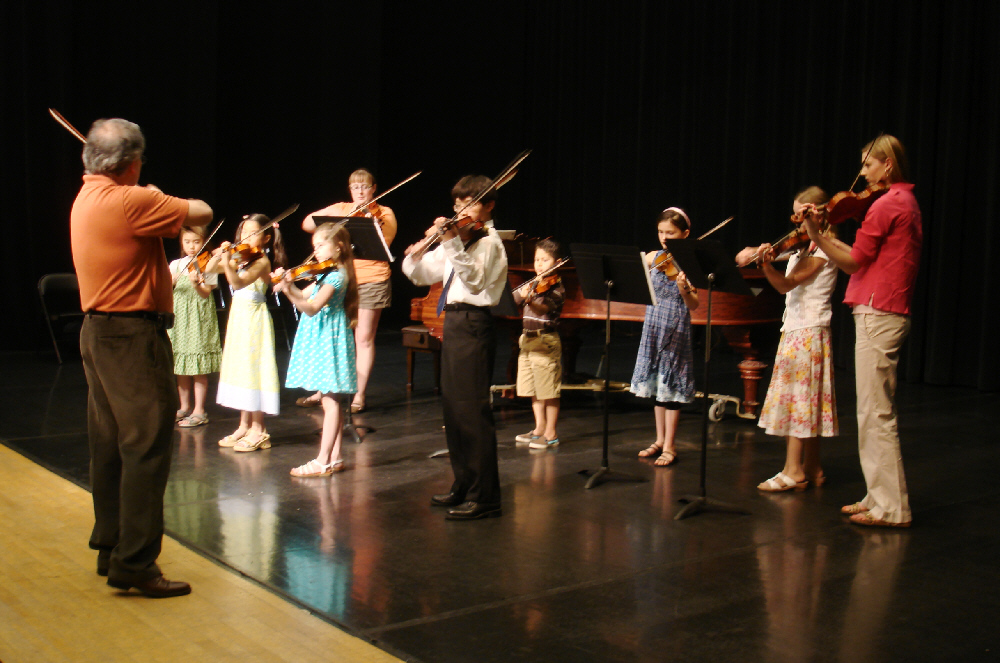
Gruppe von Suzuki-Schülern im Konzert

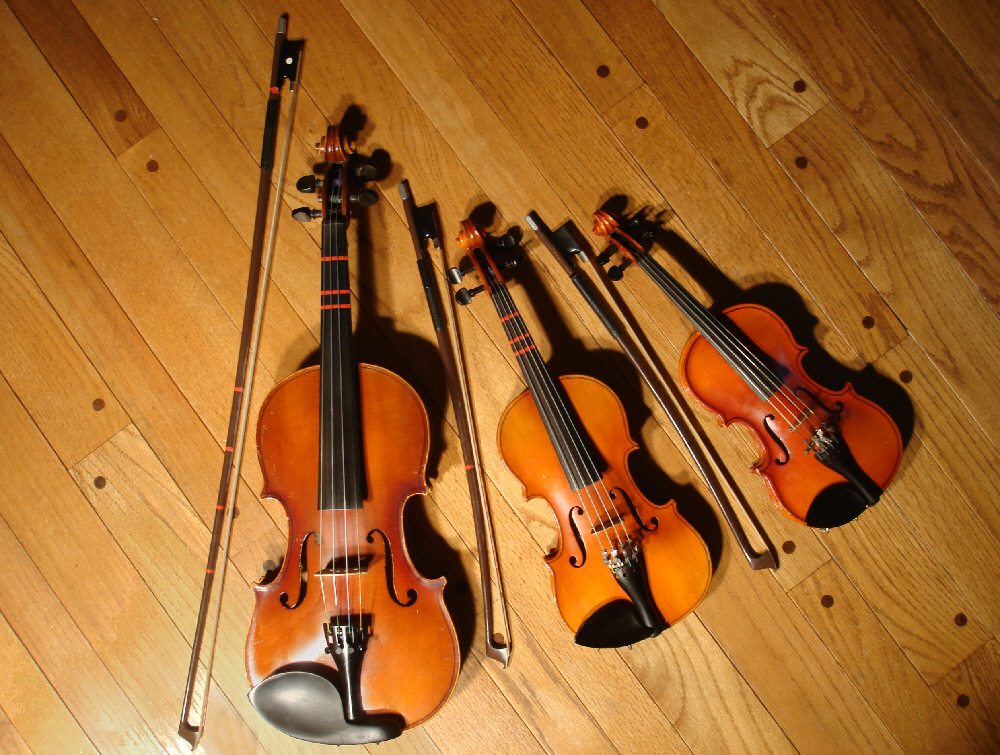
Verschiedene Violinen einer „Suzuki-Familie“

## Hintergrund
Das zunächst nur in westlichen Ländern als „Suzuki-Methode“ bezeichnete Unterrichtskonzept geht auf den japanischen Geiger und Pädagogen Shinichi Suzuki (1898–1998) zurück. Als einer der Söhne von Masakichi Suzuki, dem damals größten Geigenbaufabrikanten in Nagoya, wuchs er in einem ebenso musikalischen wie geschäftstüchtigen Umfeld auf. Er reiste 1921 auf Anraten seiner damaligen Geigenlehrerin nach Deutschland und war von 1922 bis 1928 Privatschüler des Geigers Karl Klingler in Berlin. Nach seiner Rückkehr entfaltete er eine Reihe musikalischer Aktivitäten und unterrichtete zunächst am Kaiserlichen Konservatorium in Tokio hauptsächlich Jugendliche im Geigenspiel.

### Entstehung
Einen Anlass zum Unterrichten von Kindern im Vorschulalter bekam Suzuki erstmals, als ein Vater Suzuki bat, seinen damals vierjährigen Sohn im Geigenspiel zu unterrichten, und so wurde Suzuki ermutigt, über Möglichkeiten und Wege der instrumentellen Früherziehung nachzudenken. Dabei griff Suzuki auf bereits bestehende Erkenntnisse zum Erwerb der Muttersprache zurück, wobei er das hierbei vorherrschende Prinzip des Lernens durch Hören, Beobachten und Nachahmen auf die Geige übertrug.
Die für die Entwicklung der Suzuki-Methode entscheidenden Unterrichtsversuche startete Suzuki 1948 zunächst an der Hongo Primarschule in Matsumoto. Suzuki unterrichtete dort eine Experimentalklasse von 40 Schülern. Der Unterricht bestand darin, dass er jedem Schüler in irgendeinem Fach eine so leichte Übungsaufgabe stellte, dass die ganze Klasse gleichzeitig antworten konnte. Bevor man zu einer anderen Übung überging, wurde am folgenden Tag dieselbe Aufgabe wiederholt gestellt. Durch die hiermit erzielte hohe Lernmotivation erreichte jeder Schüler ein hohes Niveau an Fähigkeiten.

### Weltanschaulicher Hintergrund
In Suzukis Hauptwerk „Erziehung ist Liebe“ geht es um die Frage, wie die Veranlagung des Menschen entwickelt werden kann. Der Ausgangspunkt seiner Erziehung bildet ähnlich wie in reformpädagogischen Postulaten die „Erziehung vom Kinde aus“.
Suzuki verfolgt mit seiner Methode weltanschauliche Ideale. Sie stehen im Zusammenhang mit seiner Biographie, der japanischen Kultur und der Erfahrung mit der europäischen Kultur. Die Einstellung zum Leben sowie seine Pädagogik sind geprägt von dem Wunsch, alle Kinder durch das Geigenspiel zu guten und fähigen Menschen zu erziehen, die als ein aktives Mitglied der Gesellschaft zu „guten Bürgern“ heranwachsen. Der Sinn des menschlichen Lebens besteht bei Suzuki in der Suche nach Liebe, Wahrheit, Tugend und Schönheit, wobei für ihn das Geigenspiel das Mittel zur Verwirklichung des Lebenssinns darstellt.
Obwohl Suzuki mehrfach den Einfluss der reformpädagogischen Schriften Lew Nikolajewitsch Tolstois auf sein eigenes Schaffen betonte, wurde dieser Quelle seiner pädagogischen Arbeit kaum Beachtung geschenkt. Stattdessen stellten einige der Autoren, die sich mit seinem Leben und Schaffen befassten, die durch Suzukis Schriften und Äußerungen an keiner Stelle belegbare These auf, seine Auffassung von Talent und Fähigkeiten sei durch den Zen-Buddhismus geprägt. Dabei konstruierte beispielsweise der amerikanische Suzuki-Schüler Clifford Cook ein auf purer Phantasterei beruhendes Bild Suzukis, das ihn als erleuchteten und zu Wunderheilungen befähigten Zen-Meister darstellte. Auch Suzukis Credo, wonach das beharrliche Üben auf der Geige als Weg zur Selbstverbesserung zu betrachten sei, wurde insbesondere im Westen im Sinne des Zen und seines Postulats vom „Weg als Ziel“ interpretiert.

### Suzukis Talentbegriff
Suzuki lehnte die Auffassung ab, nach der das Maß der Musikalität eines Menschen eine Frage von angeborenem Talent sei. Er hat immer bemängelt, dass Talentforschung nicht an Neugeborenen durchgeführt werde, sondern an Kindern, die bereits jahrelang musikalische Stimulation und Förderung erhalten bzw. nicht erhalten haben. Es war Suzukis Überzeugung, dass musikalische Fertigkeiten ausschließlich auf „Talenterziehung“ durch Schulung des Gehörs und kontinuierlichem Üben beruhe.

## Die Suzuki-Methode

### Spracherwerb als Vorbild
Da Kinder sich die Muttersprache allein über das Hören und Nachahmen der gesprochenen Sprache aneignen, zog Suzuki den Schluss, dass Kinder das Spielen eines Instruments auf gleichem Weg erlernen könnten. Auf der Grundlage dieses von ihm als „Muttersprachenmethode“ propagierten Ansatzes sollten Kinder frühzeitig, nach Möglichkeit bereits im Alter von drei oder vier Jahren mit dem Unterricht beginnen.

### Musizieren ohne Noten
Während Lehrwerke für den klassisch orientierten Instrumentalunterricht traditionell auf dem Spielen nach Noten basieren, wird im Suzuki-Unterricht analog zum schriftlosen Spracherwerb auf Noten zunächst ganz verzichtet.
Einen festen Bestandteil des Suzuki-Unterrichts bildet daher das tägliche Anhören eines Tonträgers, auf dem derjenige Teil des Suzuki-Repertoires, mit dem das Kind sich gerade beschäftigt, von einem professionellen Musiker eingespielt ist. Das Anhören der CD dient dabei nicht nur dem Kennenlernen der Stücke, die das Kind bald erarbeiten wird, sondern insbesondere auch der Entwicklung einer innerlichen Klangvorstellung. Zusammen mit der regelmäßigen und obligatorischen Wiederholung der bereits erlernten Stücke im Unterricht und bei jeder anderen sich bietenden Gelegenheit, soll auf diesem Wege das Repertoire auch ohne Noten verinnerlicht werden.
Die Spielstücke der einzelnen Unterrichtsstufen wurden so ausgewählt und geordnet, dass das Kind noch vor dem Erlernen der Notenschrift bereits ein umfangreiches Repertoire technischer Fertigkeiten erarbeitet hat.

### Einbeziehung des sozialen Umfelds
Voraussetzungen des Unterrichtserfolgs der Methode sind nach Suzuki neben dem Engagement des Lehrers insbesondere ein durch die Einbindung und aktive Mitarbeit der Familienmitglieder gewährleistetes musikalisches Umfeld.
Suzuki empfahl daher, dass die Mutter nicht nur die Einhaltung des Übungspensums kontrolliert, sondern das Spiel des Instruments selbst und möglichst noch vor dem Kind erlernt, um einen effizienten Heimunterricht durchführen zu können. Darüber hinaus empfahl er auch, jüngere Geschwister als Zuhörer mit in den Unterricht zu bringen, damit diese bereits vor der Aufnahme ihres eigenen Unterrichts das Suzuki-Repertoire kennenlernen und viele Kenntnisse beiläufig „aufschnappen“ können, die die älteren Geschwister eventuell mühsam erarbeiten mussten. Um das soziale Klima innerhalb der Suzuki-Gemeinschaft zu fördern, legte Suzuki besonderen Wert darauf, langjährigen Kontakt zu Schülern und ihren Eltern zu pflegen.

### Die Organisation des Unterrichts
Der Unterricht selbst besteht aus wöchentlichem Einzelunterricht (Lehrer, Kind, Elternteil), der das zentrale Element der Methode ist, sowie wöchentlichem Gruppenunterricht und täglichem, von einem Elternteil geleiteten Üben zu Hause.
Der Unterricht wird im Idealfall von zahlreichen und frühzeitigen Vorspielmöglichkeiten flankiert, von Veranstaltungen wie dem „Konzert der Tausend“, von Meisterkursen und von Erlebnissen gemeinsamen Musizierens.

## Lehrwerke und unterrichtsbegleitendes Material
Neben Suzukis eigenen Schriften, seiner Violinschule und deren Übersetzungen entstand seit dem letzten Viertel des 20. Jahrhunderts eine Unzahl weiterer Publikationen in verschiedenen Sprachen, die zur internationalen Verbreitung der Methode beitrugen. Zusätzlich wurde die Suzuki-Methode für weitere Instrumente, Gesang und sogar für den Tanz fortentwickelt, flankiert von Ergänzungsbänden zum Ensemblespiel, Tonträgern und Handreichungen für Pädagogen und Eltern. Das Marktangebot für Suzuki-Literatur war im Jahr 2020 bereits so umfangreich, dass allein der Suzuki-Katalog des amerikanischen Anbieters Alfred Publishing einen Umfang von über 50 Seiten hatte.

### Die zehnbändige Violinschule
Die Suzuki-Violinschule umfasst zehn Bände und ist aus bekannten Stücken der Violinliteratur von der Barockzeit bis zur frühen Romantik und Volksliedern zusammengestellt. Den Abschluss der Suzuki-Ausbildung bildet ein Mozart-Konzert.
Im Gegensatz zu den meisten anderen Unterrichtsmethoden enthalten die Bände kaum technische Übungen, so dass vom Lehrer eigene Ergänzungen wie z. B. Tonleitern, Fingerübungen oder Bogenstudien hinzugefügt werden müssen. Da das Spiel nach Noten in der Suzuki-Methode kein explizites Unterrichtsziel ist, sind die Stücke ohne Notenkenntnisse für die Schüler nur spielbar, wenn sie durch wiederholtes Hören der Tonträger und Vorspielen von Lehrern bzw. Eltern und „Abschauen“ von Fingersätzen und sonstigen Spielaktionen nachahmend verinnerlicht werden.

### Lehrwerke für andere Instrumente
Die Pianistin Haruko Kataoka (* 1927), die mit der Methode 1955 erstmals in Berührung kam und 1956 bei Shinichi Suzuki in Matsumoto studierte, gilt als Begründerin der Suzuki-Methode für das Klavier.
Heute existiert das Konzept für Violine, Viola, Violoncello, Kontrabass, Klavier, Orgel, Flöte, Blockflöte, Trompete, Harfe, Gitarre, Mandoline sowie für Gesang und musikalische Frühst-Erziehung (Eltern-Kind-Gruppe).

## Verbreitung und Standorte

### Institutionalisierung der Methode in Japan
Mit dem Ausspruch „Talent ist kein Zufall der Geburt“ gab Suzuki 1945 durch die Gründung der Musikschule in Matsumoto, der heutigen „Talent Education School“ richtungsweisende Ansätze für die Talenterziehungsbewegung. Im Jahr 1949 gründete Suzuki den ersten Kindergarten der Talent-Erziehung. Im Jahr 1950 wurde die aus der Nationalen Organisation für Elementarpädagogik in Matsumoto hervorgegangene Gesellschaft für das Studium der Begabtenförderung, wo Suzuki Violinspiel nach seiner Methode unterrichtete, als Körperschaft anerkannt. Der Name der Gesellschaft wurde zur offiziellen Bezeichnung der japanischen Suzuki-Gesellschaft und auch unter der internationalen Bezeichnung Talent Education Research Institute (TERI) bekannt.

### Deutscher Sprachraum
Die Deutsche Suzuki Gesellschaft e. V. (DSG) mit Standort in Sankt Augustin wurde 1983 auf Initiative von Suzuki selbst als Deutsches Suzuki-Institut e. V. gegründet und erhielt 1988 ihren aktuellen Namen. Die SuzukiMusik Deutschland 2011 e. V. (SMD) hat ihren Sitz in Hof/Saale und ist der europäischen Suzuki-Gesellschaft ESA angeschlossen, die ihrerseits von der internationalen Suzuki-Dachorganisation ISA lizenziert ist. Das Suzuki Institut der Schweiz wurde 1989 gegründet. In Österreich gibt es seit März 2013 das Österreichische Suzuki Institut für Musik (ASIoM).
Die Suzuki-Schulen sind im deutschsprachigen Raum teils als Vereine, teils als Privatschulen organisiert.

### Amerika
In die Vereinigten Staaten gelangte die Methode, als die American String Teacher’s Association (ASTA) Shinichi Suzuki 1964 zu ihrer jährlichen Konferenz einlud. 1967 reiste eine Gruppe US-amerikanischer Geigenlehrer zu Suzuki nach Japan, um die Methode dort zu studieren. Darunter befand sich Margery Aber, die nach ihrer Rückkehr an die University of Wisconsin in Stevens Point, wo sie Professorin war, das American Suzuki Institute gründete. Dieser Geigenworkshop zieht heute alljährlich mehr als 1200 Teilnehmer an. Er fand bald zahlreiche Nachahmer; landesweit werden in den USA heute jeden Sommer etwa 50 Suzuki-Geigenworkshops („Suzuki Institutes“) veranstaltet, auf denen Suzuki-Schüler und -Lehrer eine Woche lang Meisterklassen und andere Unterrichtsformen nutzen können. Nachdem Suzuki-Organisationen auch in Kanada und Lateinamerika gegründet wurden, entstand als panamerikanische Dachorganisation 1972 die Suzuki Association of the Americas (SAA), die ihren Sitz in Boulder, Colorado hat. In den USA betreut die SAA 427 regionale Suzuki-Organisationen, in Kanada 63, in Mexiko und Kolumbien je 9, zwei in Argentinien und eines in Brasilien.

## Die Suzuki-Lehrer
Wie bei allen nicht durch das Kennzeichenrecht geschützten Lehrmethoden kann die Bezeichnung „Suzuki“ im Zusammenhang mit musikalischer Lehrtätigkeit frei benutzt werden, sodass sich jeder selbst als „Suzuki-Lehrer“ und seine Angebote als „Suzuki-Unterricht“ (oder dergleichen) bezeichnen kann. Die Deutsche Suzuki Gesellschaft (DSG) führt neben Musikunterricht „Workshops, Konzerte, Veranstaltungen und Kurse“ als weitere Bereiche an, in denen die Bezeichnung von jedem verwendet werden darf. Wer eine berufsergänzende Ausbildung an einem Suzuki-Institut mit entsprechenden Qualifikationsnachweisen absolviert hat, darf sich hingegen „autorisierter“ bzw. „anerkannter“ Suzuki-Lehrer nennen.

## Kritik
Trotz ihrer Verbreitung und der behaupteten Unterrichtserfolge gibt es auch Vorbehalte gegenüber der Suzuki-Methode. Wie bei den meisten Konzepten, die untrennbar mit dem Namen einer konkreten Person und ihrer Weltanschauung verknüpft sind, führten kritische Auseinandersetzungen mit den Inhalten der Methode, ihrer immanenten Ideologie oder der Person Suzukis immer wieder zu Kontroversen, die in Einzelfällen auch von Polemik bestimmt waren.
Zu den häufigsten Argumenten, die gegen die inhaltliche Konzeption der Methode vorgebracht werden, zählen die Vernachlässigung des Notenlesens, das dann später mühsam nachgeholt werden muss, wobei die entstandenen Defizite allerdings auch so schwerwiegend sein können, dass Suzuki-Schüler zeitlebens schwache Notenleser bleiben, sowie die Tendenz zu monotonen Übungsroutinen unter extrinsischem Druck und zum kollektivistischen Gruppenspiel.
Zudem wird bemängelt, dass die Lehrer oft nicht qualifiziert sind, dass die Stücke meist passiv imitierend nach Tonträgern gelernt werden, und dass die Anzahl der zu studierenden Stücke und deren stilistische Breite durch die übermäßige Konzentration auf die Musik des 18. bis frühen 19. Jahrhunderts und auf Volkslieder zumeist europäischer Provenienz so gering ist, dass die Schüler wenig Gelegenheiten erhalten, anhand eines breit gefächerten Repertoires Stücke vergleichen zu können und dadurch zumindest ein implizites Verständnis dafür zu entwickeln, was den Stil eines Musikstücks oder einer musikalischen Epoche ausmacht.
Weitere Kritikpunkte, die gelegentlich auch innerhalb der Suzuki-Szene vorgebracht werden, sind der für viele Kinder mit 3–4 Jahren verfrühte Unterrichtsbeginn, sowie die Konfrontation schnell fortschreitender Schüler mit Stücken, die sie zwar bereits spieltechnisch, aber noch nicht emotional gestaltend zu bewältigen vermögen. Auch die für heranwachsende Schüler nicht mehr angemessene Gewöhnung an Tonaufzeichnungen und elterliche Mitarbeit beim Unterricht ist ein weiteres Gegenargument.
Insbesondere europäische Kritiker begründen ihre Vorbehalte gegenüber dem von Kindern und Eltern geforderten hohen personellen und zeitlichen Einsatz damit, dass dieser Bestandteil der Suzuki-Methode auf dem idealisierten Familienbild einer japanischen Familie der 1950er Jahre beruhe, in dem sich die Rolle der Frau auf Haushaltsführung und Kinderbetreuung zu beschränken hatte, was jedoch mit der Lebenswirklichkeit zunehmend fragmentierter moderner Familienkonstellationen kaum noch zu vereinbaren sei.
Eltern beklagen sich darüber, täglich immer wieder dieselben Übungsstücke anhören zu müssen, und auch das Mitstudieren des Instruments im Erwachsenenalter kann als frustrierend empfunden werden. Da viele Kinder nicht gern üben, die Verantwortung für die Erfüllung des täglichen Übungspensums aber bei den Eltern liegt, belasten die sich daraus ergebenden Konflikte oft chronisch den Familienalltag. Der Erfolgsdruck, dem Kinder ausgesetzt sind, wenn sie sich im Rahmen von Vorspielen zu präsentieren haben, kann für schüchterne Kinder zu einer seelischen Belastung werden.

## Bedeutende Suzuki-Schüler und -Lehrer (Auswahl)

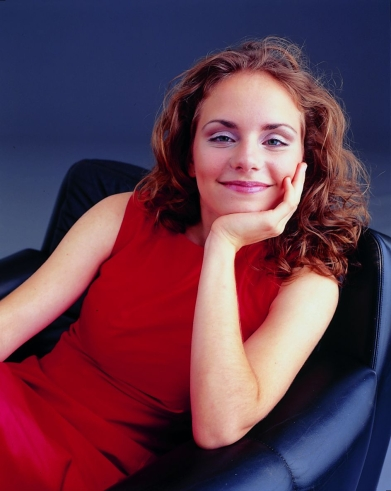
Die deutsche Geigerin Julia Fischer erhielt ihren Anfangsunterricht nach der Suzuki-Methode

Viele namhafte Geigenspieler erhielten ihren ersten Unterricht nach der Suzuki-Methode. In der Regel handelte es sich hierbei allerdings lediglich um den auf einen meist kurzen Zeitraum beschränkten Anfangsunterricht in jüngsten Jahren. Da dem Anfangsunterricht bei fast allen aufgeführten Künstlern eine langjährige Ausbildung nach unterschiedlichsten Methoden außerhalb des Suzuki-Systems folgte, gibt es für eine besondere Wirksamkeit der Suzuki-Methode bei der Heranbildung exzellenter Musiker keine Nachweise.
- Betty Haag, US-amerikanische Geigenlehrerin, studierte in Japan bei Suzuki
- Takako Nishizaki (* 1944), japanische Geigerin, erhielt bis zum neunten Lebensjahr Unterricht bei ihrem Vater und bei Suzuki
- Roland und Almita Vamos, amerikanische Geigen- und Violalehrer mit Abschlüssen als Suzuki-Pädagogen[22]
- Regina Carter (* 1966), US-amerikanische Jazzgeigerin
- Andrew Bird (* 1973), amerikanischer Singer-Songwriter
- Jennifer Koh (* 1976), US-amerikanische Geigerin
- Leila Josefowicz (* 1977), kanadische Geigerin, erlernte das Geigenspiel bis zum fünften Lebensjahr zusammen mit ihren Eltern nach der Suzuki-Methode
- Hilary Hahn (* 1979), US-amerikanische Geigerin, nahm kurz vor Vollendung des vierten Lebensjahres für ein Jahr an einer Suzuki-Klasse teil
- Julia Fischer (* 1983), deutsche Geigerin[23]
- Ray Chen (* 1989), australisch-taiwanesischer Geiger, begann mit vier Jahren und erarbeitete sich innerhalb eines Jahres alle zehn Bände der Suzuki-Violinschule

### Veröffentlichungen in deutscher Sprache
- Shinichi Suzuki: Erziehung ist Liebe. Eine neue Erziehungsmethode. Bosse Verlag, Kassel 1994, ISBN 978-3-7649-2301-3 (japanisch: 愛に生きる 才能は生まれつきではない Ai ni ikiru. Sainō wa umare tsuki dewa nai ‚Leben mit Liebe. Talent ist nicht angeboren‘. Tokio 1966. Übersetzt von Rosemarie Müller und Roger Roothaer).
- Ayako Ito: Die Suzuki-Methode und ihre Genese. Fallstudie zu einem musikpädagogischen Transkulturationsprozess (= Bernd Clausen [Hrsg.]: Komparative und ethnomusikologische musikpädagogische Forschungen. Band 1). Universitätsverlag, Siegen 2021, ISBN 978-3-96182-101-3.

### Veröffentlichungen in englischer Sprache
- Clifford A. Cook: Suzuki Education in Action. A Story of Talent Training from Japan Exposition Press, New York 1970.

### Lehrwerke und unterrichtsbegleitende Materialien
- Violin School, Vol. 1–8. Summy-Birchard Co., Evanston Illinois 1955, 1970, 1971, 1974. Vol. 9. Zen-On, Tokyo 1955, 1975
- William Starr: Die Suzuki Violin-Methode. Ein Handbuch für Lehrer Eltern und Studenten. Regensburg 1984.
- Joyce Churchill: Suzuki violin: teaching handbook on the Suzuki Violin Repertoire: a guide or teachers and parents. Roseville 1987.
- Carole L. Bigler, Valéry Lloyd Watts: Die Suzuki Klaviermethode. Ein Handbuch für Lehrer Eltern und Studenten. Regensburg 1984.

### Organisationen

#### International
- Website der International Suzuki Association ISA (englisch)
- Website der European Suzuki Association ESA (englisch)

#### Deutscher Sprachraum
- Website der deutschen Suzuki Gesellschaft DSG (deutsch/englisch)
- Website von SuzukiMusik Deutschland 2011 e. V. SMD
- Website des Austrian Suzuki Institute of Music ASIoM
- Website des Suzuki Institut der Schweiz (deutsch/englisch/französisch/italienisch)

### Webressourcen
- Eric Madsen: The genesis of Suzuki: An investigation of the roots of talent education. (PDF; 3,53 MB) McGill University, Department of Integrated Studies in Education, 1990, abgerufen am 6. Juli 2023 (englisch, Masterarbeit).
- Practice Ideas for Suzuki Students (Wikibooks) (englisch)
- A Friend for Life – Suzuki Violin (YT-Video) Dokumentation über Suzuki-Unterricht an einer amerikanischen Schule (Dauer 09:20, englisch).